# Lilla Svarvaresjön
Lilla Svarvaresjön är en sjö i Lilla Edets kommun i Bohuslän och ingår i Göta älvs huvudavrinningsområde. Lilla Svarvaresjön ligger i Svartedalen Natura 2000-område.